# Krupkar
Krupkar war eine deutsche Automarke, die nur 1904 vom britischen Importeur Morrison im Vereinigten Königreich angeboten wurde.
Die zugehörige Krupkar Ltd. mit Sitz in London importierte verschiedene deutsche Automobilfabrikate, nämlich Cudell, Horch und Opel, und versah die Wagen mit ihrer eigenen Markenbezeichnung. Wegen der Ähnlichkeit mit der deutschen Friedrich Krupp AG kam es zu rechtlichen Problemen mit diesem Unternehmen. Auch die betroffenen deutschen Automobilhersteller waren über das Vorgehen der Engländer nicht erfreut. Ab 1905 wurden die betreffenden Fahrzeug wieder unter ihren Herstellernamen importiert.

## Quelle
- Halwart Schrader: Deutsche Autos 1886–1920. 1. Auflage. Motorbuch Verlag Stuttgart (2002). ISBN 3--613-02211-7. Seite 221.